# TEE Helvetia
Helvetia era il nome di una relazione ferroviaria Trans Europ Express delle ferrovie tedesche DB operativa dal 1957 al 1979 tra Amburgo-Altona e Zurigo.
Il treno, inaugurato il 2 giugno 1957 era inizialmente operato con il complesso automotore DB VT 08 opportunamente dotato del fregio del raggruppamento Trans Europ Express  (i tre cerchi inquadranti la scritta TEE) in attesa che si rendessero disponibili i treni VT 11.5 appositamente pensati per questo tipo di servizio.
Dal 1971 il treno è stato effettuato con materiale ordinario e accoppiato sul percorso Zurigo-Basilea con il TEE Arbalète dando origine ad una variegata composizione di vetture DB nella classica livrea TEE rosso-giallo sabbia e vetture inox SNCF tipo Mistral 1969 al traino di una locomotiva Re 4/4II delle FFS, anch'essa in livrea TEE.

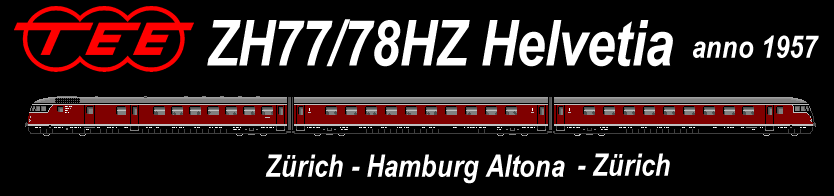
il primo TEE delle DB è stato effettuato il 2 giugno 1957 con il complesso automotore VT 08, presto rimpiazzato dal più moderno e capace VT 11.5